# Agua Prieta, Sonora
Agua Prieta este o localitate urbană și reședința municipalității omonime, Agua Prieta, din statul federal mexican Sonora.